# Der Sonnenschirm
Der Sonnenschirm, spanischer Originaltitel El quitasol, ist ein Gemälde von Francisco de Goya aus dem Jahr 1777, das als Vorlage für eine Tapisserie für den späteren König Karl IV. diente. Das Bild zeigt ein junges Mädchen mit einem kleinen Hund; ein Junge hält einen Sonnenschirm und spendet ihr Schatten. Das Besondere an dem Werk ist die meisterhafte Lichtführung und Farbigkeit. Seit 1870 gehört es zur Sammlung des Museo del Prado in Madrid und befindet sich im Saal 086.

## Beschreibung und Hintergrund
Eine elegante junge Frau, strahlend blau und gelb in glänzendem Satin oder Seide gekleidet, sitzt im Gras neben einer dunklen Mauer über die von links nach rechts graue Wolken ziehen. Hinter ihr steht ein Jüngling, der ihr mit einem grünen Schirm Schatten spendet. Sie hält in koketter Weise einen geschlossenen Fächer in der rechten Hand, schaut den Betrachter mit großen dunklen Augen an, und auf ihrem Schoß liegt ein kleiner schwarzer Hund. Nach Ansicht der Spezialistin für die Werke Goyas, Manuela B. Mena Marqués, verlässt der Künstler mit diesem Bild „das Feld der Folklore und beschreibt das ewige Spiel weiblicher Verführungskunst.“ Die Perspektive der Ansicht ist leicht von unten nach oben gerichtet. Der Blickwinkel deutet an, dass der nach dieser Vorlage hergestellte Wandteppich als Dekoration für ein hohes Fenster gedacht war. Vorbild für die beiden Figuren waren die Gottheiten Voltumna und Pomona, die in der Kunst oft gemeinsam als Liebespaar dargestellt wurden. Goya kannte das Bild Vertumne et Pomone von Jean Ranc (Musée Fabre, Montpellier), das eine ähnliche Anordnung der Figuren zeigt, allerdings mit vertauschten Rollen. Er war in jener Schaffensperiode vor seiner Erkrankung stark beeinflusst von der klassischen italienischen Malerei und ihrer oft pyramidenartigen Komposition der Figur im Bildvordergrund, was an Gemälde der italienischen Renaissance erinnert. In diesem Werk zeigt sich sehr deutlich Goyas Meisterschaft im Umgang mit Farbgebung, Licht und Schatten. So fällt durch die Transparenz des Schirmes gefiltertes Licht von oben auf das Gesicht der Frau, das aber auch von unten durch Reflexion des gelben Kleides aufgehellt wird.

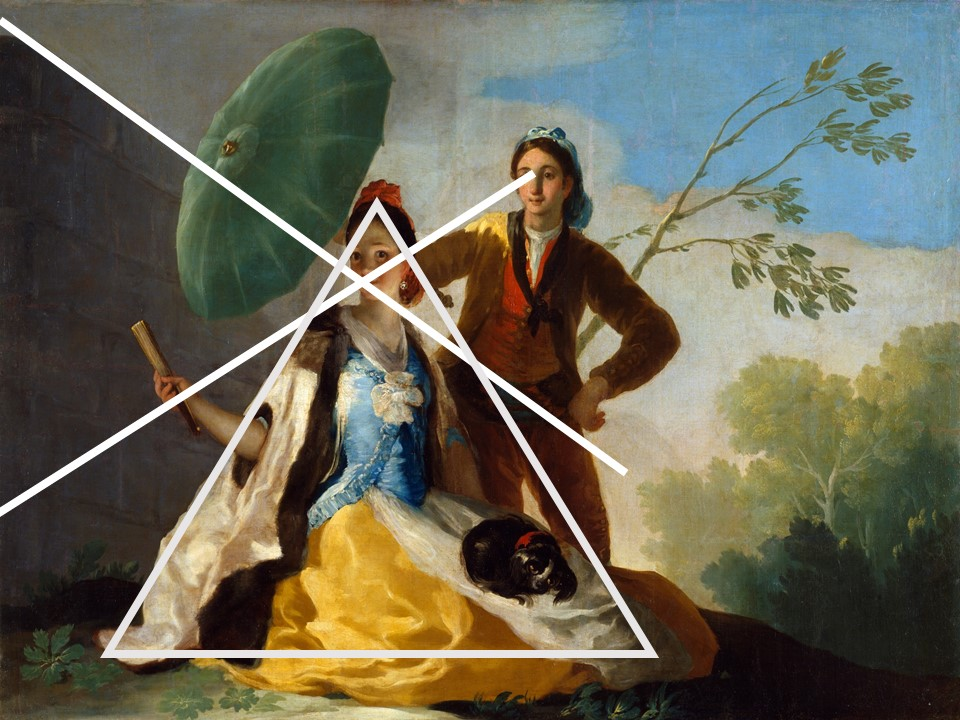
Die Linien sollen die nach italienischer Manier pyramidenartige Darstellung der jungen Frau im Vordergrund verdeutlichen.

Der italienische Maler Lorenzo Baldissera Tiepolo (1736–1776) hatte mit seinen Pastellen für den spanischen Hof die kompositorische Kombination von Majas und Majos, also schöne Mädchen und Jungen aus dem einfachen Volk, in die spanische Malerei eingeführt. Auch die beiden Figuren in El quitasol sind dieser Malerei zuzuordnen. Das Bild gehört neben neun weiteren Motiven aus dem ländlichen Leben zu einer Serie von Goya entworfenen Dekorationen. Der Sonnenschirm war ursprünglich für den Speisesaal des Real Sitio de San Lorenzo de El Escorial bestimmt, gelangte aber später wie die anderen Arbeiten nach Madrid in den Palast El Pardo Karls IV. und seiner Frau María Luisa de Parma. Der nach diesem Bild für den Wandteppich als Vorlage dienende sogenannte Karton, wurde am 12. August 1777 an die königliche Wandteppichfabrik (spanisch Real Fábrica de Tapices de Santa Bárbara) in Madrid geliefert. In den Jahren 1856 und 1857 befand sich das Bild im Keller des königlichen Palastes. Am 15. Februar 1870 ging es in den Besitz des Prado über.
Goya selbst beschrieb sein Werk und nennt auch gleich seinen Preis:

«El cuarto representa una muchacha sentada en un ribazo, con un perrito en el halda, a su lado un muchacho en pie haciéndole sombra con un quitasol. […] su valor mil y quinientos reales de vellón»

„Der Ausschnitt zeigt ein sitzendes Mädchen mit einem Welpen auf ihrem Rock liegend, neben ihr einen Jungen, der sie mit einem Sonnenschirm beschattet. […] sein Wert beträgt eintausendfünfhundert Reales.“

Die spanische Post brachte 1958 eine 15-Céntimos-Briefmarke heraus, die das Gemälde in brauner Tönung zeigt.

## Ausstellungen (Auswahl)
- Goya Prophet der Moderne 13. Juli 2005 bis 3. Oktober 2005 in der Alten Nationalgalerie in Berlin und anschließend vom 18. Oktober 2005 bis zum 8. Januar 2006 im Kunsthistorischen Museum in Wien.[6]
- Goya en Madrid. Cartones para tapices 1775–1794 28. November 2014 bis 3. Mai 2015 im Museo del Prado.[7]